# بيير بريفوست (رسام)
بيير بريفوست (بالفرنسية: Pierre Prévost)‏ هو رسام فرنسي، ولد في 7 ديسمبر 1764 في Montigny-le-Gannelon ‏ في فرنسا، وتوفي في 30 أغسطس 1823 في باريس في فرنسا.